# Serge Michel (journaliste)
Pour les articles homonymes, voir Serge Michel et Michel.
Serge Michel, né à Yverdon-les-Bains en 1969, est un journaliste, directeur éditorial de Heidi.news et essayiste vaudois, lauréat du prix Albert-Londres en 2001 pour son travail en Iran.

## Biographie
Fils de l'artiste et architecte Jean-Paul Michel et d'une bibliothécaire, Serge Michel passe sa maturité à Yverdon et part aussitôt s'essayer au reportage, en réalisant comme pigiste dès 1989 des reportages en Europe de l'Est et au Moyen-Orient pour le Journal de Genève. 
En 1992 et 1993, il effectue avec le photographe Yves Leresche l’Europe des Mers, un tour par la route de tous les rivages d'Europe d'Odessa à Saint-Pétersbourg qui donne lieu à une série dans le Journal de Genève et dans El Pais, à un supplément de Courrier international (juin 1993), à un livre et à une exposition organisée par le Musée de l'Élysée à Lausanne.
En 1994, il entre au Nouveau Quotidien dont il est de 1996 à 1998 le correspondant à Zurich d'où il couvre l'affaire des fonds juifs en déshérence et la montée en puissance de Christoph Blocher. En 1999, il s'installe à Téhéran où il travaille pour le Temps, le Figaro et le Point. En 2002 il s'installe à Belgrade et en 2004 il dirige la rubrique Monde du magazine L'Hebdo, à Lausanne.
Pendant les émeutes de 2005 dans les banlieues françaises, Serge Michel ouvre pour L'Hebdo en Seine-Saint-Denis le Bondy Blog où la moitié de la rédaction va se relayer avant que le blog ne soit confié en mars 2006 à de jeunes blogueurs locaux. Il reste jusqu'en 2013 l'un des responsables de l'association qui gère le blog.
En 2006 il s'installe en Afrique de l'Ouest comme correspondant du Monde et travaille régulièrement avec le photographe Paolo Woods.
Avec Paolo Woods, Claude Baechtold, Gabriele Galimberti, Edo Delille et Alexandre Tzonis, il publie Au pays du Louvre, premier ouvrage de sa maison d'édition fondée en 2004, Riverboom. Suivront Pékin, Pôle Nord, Afghanistan et Switzerland versus the World.
En 2008, il publie Chinafrique sur l'expansion économique chinoise en Afrique,.
En juin 2010, il devient rédacteur en chef adjoint du quotidien Le Temps à Genève.
Puis en juin 2011, Serge Michel est directeur adjoint des rédactions au Monde. Puis en avril 2013 grand reporter, toujours pour Le Monde. En janvier 2015, il lance pour Le Monde une édition africaine appelée Le Monde Afrique, qui va employer une dizaine de personnes à Paris et une trentaine de correspondants et chroniqueurs sur le continent. En février 2018, il quitte Le Monde et se consacre à un projet de nouveau média suisse, Heidi.news. Il est un des cofondateurs et le directeur éditorial.
En 2023, il apparaît dans le documentaire Riverboom, réalisé par Claude Baechtold.

## Distinctions
2001 Prix Albert-Londres

## Publications
- L'Europe par ses côtes, Syros, 1995Coécrit avec Yves Leresche
- Un monde de brut, sur les routes de l'or noir, Seuil, 2003Coécrit avec Serge Enderlin et Paolo Woods
- American Chaos, retour en Afghanistan et en Irak, 2002-2004, Seuil, 2004Coécrit avec Paolo Woods
- Bondy Blog, avec la rédaction de L'Hebdo, Seuil, 2006
- La Chinafrique, Pékin à la conquête du continent noir, Grasset, 2008Coécrit avec Michel Beuret et Paolo Woods
- China Safari, On the Trail of Beijing's Expansion in Africa, Nation Books, 2009édition américaine
- Marche sur mes yeux. Portrait de l’Iran d’aujourd’hui, Grasset, 2010Coécrit avec Paolo Woods (photos)